# Special Bulletin
Special Bulletin es una película de drama para televisión estadounidense de 1983 dirigida por Edward Zwick y escrita por Marshall Herskovitz, basada en una historia de ambos. Fue una colaboración temprana entre los dos, quienes luego producirían series como Thirtysomething y My So-Called Life. La película se transmitió por primera vez el 20 de marzo de 1983 en NBC como parte de NBC Sunday Night at the Movies.
En la película, un grupo terrorista lleva una bomba atómica casera a bordo de un remolcador en el puerto de Charleston, Carolina del Sur, para chantajear al gobierno de Estados Unidos para que desactive sus armas nucleares, y el incidente se capta en vivo por televisión. Simula una serie de transmisiones de noticias en vivo en la ficticia RBS Network.

## Argumento
La totalidad de la película se retrata desde la perspectiva de un noticiero transmitido a través de la cadena de noticias ficticia RBS. Comienza con escenas promocionales de otros programas de RBS Network. Uno es interrumpido por el anuncio "Interrumpimos nuestra programación habitual para traerles este boletín especial de RBS News".
En Charleston, Carolina del Sur, se libra una escaramuza entre personal de la Guardia Costera y un grupo de terroristas a bordo de un remolcador atracado llamado Liberty May en el puerto de Charleston. Atrapados en la batalla mientras informaban sobre una historia no relacionada, el reportero de RBS Steve Levitt y su camarógrafo George Takashima son tomados como rehenes a bordo del barco. Como parte de un acuerdo para liberar a los guardacostas rendidos, los terroristas; Los médicos Bruce Lyman y David McKeeson, la activista política Frieda Barton, la trabajadora social Diane Silverman y el ex convicto mentalmente inestable Jim Seaver, piden transmitir sus demandas al gobierno de Estados Unidos. El Dr. Lyman exige que se les entreguen los activadores de los 968 dispositivos nucleares en el área (el Astillero Naval de Charleston y la Instalación de Misiles Polaris, Atlántico (POMFLANT) en la cercana Estación de Armas Navales que es un importante punto de preparación para los submarinos nucleares estadounidenses), con la intención de destruirlos arrojándolos al Océano Atlántico. El Dr. Lyman afirma que el incumplimiento de la demanda o cualquier desviación del plan dará como resultado que el grupo detone su propio dispositivo nuclear improvisado guardado a bordo del barco.
Investigaciones posteriores sobre Lyman y McKeeson revelan sus antecedentes en armamento y tecnología nucleares. El propio Dr. Lyman fue conocido por su papel decisivo en la construcción de la bomba de neutrones antes de convertirse en un manifestante antinuclear radical. El Dr. McKeeson muestra a los periodistas que cubren la historia la bomba de los terroristas, explicando que no sólo es él el hombre que la construyó, sino que también ha instalado varios dispositivos de seguridad y antimanipulación en la bomba, revelando que él es la única persona. ¿Quién puede desarmarlo? Finalmente, el Departamento de Defensa accede a las demandas de los terroristas y una furgoneta llega fuera del remolcador, supuestamente llevando los disparadores nucleares.
Momentos antes de la entrega, se produce un corte de energía en Charleston: todos los televisores, incluido uno en el remolcador, se apagan. Esto resulta ser deliberado, ya que un equipo de comando de la Fuerza Delta asalta el barco y mata a varios de los terroristas, incluido el Dr. Lyman. El Dr. McKeeson está acorralado, pero se suicida para escapar de la captura. Steve y George son sacados sanos y salvos del barco, pero continúan transmitiendo en el muelle mientras el equipo NEST aborda el barco para desactivar el dispositivo. Una cámara a bordo del barco graba al equipo trabajando, cuando accidentalmente activan una de las salvaguardas de McKeeson. Mientras el equipo intenta frenéticamente estabilizar el dispositivo, la transmisión se ve repentinamente interrumpida por estática, momento en el que la transmisión regresa al RBS Studio, los presentadores claramente conmocionados por lo que acaban de presenciar. La transmisión pasa a otra reportera, Meg Barclay, que estaba a bordo del USS Yorktown (CV-10) a dos millas de distancia. Las imágenes revelan que el dispositivo explotó, provocando una explosión nuclear de 23 kilotones que provocó una tormenta de fuego y destruyó la ciudad de Charleston.
Tres días después, RBS retransmite las consecuencias de la detonación. Gracias a una evacuación ordenada anteriormente, sólo 2.000 ciudadanos murieron en la detonación. Sin embargo, miles más han quedado heridos, traumatizados o sin hogar, y la zona circundante será inhabitable durante las próximas décadas. La película termina cuando el boletín de noticias informa sobre otras historias en todo el mundo.

## Reparto
- Ed Flanders como John Woodley, presentador de RBS
- Kathryn Walker como Susan Myles, presentadora de RBS
- Christopher Allport como Steven Levitt, reportero de WPIV
- David Clennon como Dr. Bruce Lyman, terrorista
- Rosalind Cash como Frieda Barton, terrorista
- Roxanne Hart como Megan "Meg" Barclay, reportera de RBS
- David Rasche como Dr. David McKeeson, terrorista
- Lane Smith como Morton Sanders, reportero de RBS
- Ebbe Roe Smith como Jim Seaver, terrorista
- Roberta Maxwell como Diane Silverman, terrorista
- J. Wesley Huston como Bernard Frost, WPIV
- George Morfogen como el Dr. Morse Mansfield
- William A. Gamble Sr. como comandante de las fuerzas especiales
- Michael Madsen como Jimmy Lenox

## Impacto
Varios factores realzaron el parecido del Boletín Especial con una transmisión de noticias en vivo real. Se filmó en video en lugar de película, lo que le dio a la presentación la apariencia visual de estar "en vivo". Otros pequeños detalles, como los actores que dudaban o tropezaban con el diálogo (como si estuvieran hablando extemporáneamente) y pequeños fallos técnicos (como se experimentarían a menudo en una transmisión en vivo), contribuyeron al realismo. Con la excepción de la cadena RBS y los jingles de noticias, tampoco se utiliza partitura musical. Los créditos finales van acompañados del sonido de un teletipo.
Además, algunas referencias específicas hicieron que la película fuera especialmente realista para los residentes de Charleston. Las letras de identificación de la filial ficticia de RBS de Charleston, WPIV, eran cercanas a las de la entonces filial de NBC en Charleston, WCIV . Además, un elemento clave de la trama menciona "un corte de energía en un transmisor en North Charleston"; Los sitios de transmisión de televisión están en realidad en Awendaw.
Se pidió a los realizadores que incluyeran exenciones de responsabilidad en pantalla al principio y al final de cada pausa comercial para asegurar a los espectadores que los eventos eran una dramatización. La palabra “dramatización” también apareció en pantalla durante momentos clave de la transmisión original. Además, WCIV colocó la palabra "Ficción" en la pantalla en todo momento durante la proyección de la película. La película también hizo uso del "tiempo acelerado": los eventos que se dice que ocurren con horas de diferencia se muestran con solo minutos de diferencia. Además, NBC envió comunicados a los diversos comandos militares en el área de Charleston sobre la transmisión de la película, para que pudieran informar a sus miembros del servicio adjuntos que estuvieran preparados para la posibilidad de llamadas telefónicas nerviosas desde casa, y pudieran tranquilizar a sus familiares y amigos en casa diciéndoles lo que se transmitía era en realidad una dramatización ficticia y no una noticia real. No obstante, todavía hubo noticias sobre pánico aislado en Charleston. Al igual que con la famosa transmisión de radio de 1938 de La Guerra de los Mundos, era completamente posible para los espectadores sintonizar entre las exenciones de responsabilidad y hacer un juicio rápido sobre lo que estaban viendo, aunque en ambos casos un rápido movimiento del dial revelaría que ninguna otra estación cubría este evento noticioso supuestamente importante. Cuando el programa se retransmitió en 1984, las únicas exenciones de responsabilidad se hicieron en las pausas comerciales; no había ninguno en la pantalla mientras se desarrollaba la acción.
WTMJ-TV en Milwaukee, Wisconsin, fue la única afiliada de NBC que se negó a transmitir la película por temor a que, como afirmó el presidente de la estación, Mike McCormick, "la gente sea engañada haciéndoles creer que es una transmisión real". Sin embargo, algunos otros afiliados de NBC se adelantaron a la transmisión porque habían programado previamente programación local para la noche, antes de que la cadena colocara la película en ese horario en el último minuto.

## Recepción
Movie and Video Guide de Leonard Maltin calificó a Special Bulletin como "muy por encima del promedio".
The Washington Post lo describió como "una parodia oscura, astuta, entusiasta, sabia, moderna, ocasionalmente lacerante y a veces gravemente divertida, de la cobertura de noticias de las cadenas televisivas". Además, "A veces, la historia que se desarrolla en Special Bulletin parece ridícula, pero luego uno tiene que pensar, cuánto más ridícula es que algunas de las noticias reales de los últimos 15 años aproximadamente, y la forma en que la televisión ha ¿Perfeccionó su forma de cubrirlos? Es un proceso que merece escrutinio no sólo en las revistas con cara de póquer y en los think tanks de las torres de marfil, sino también en la televisión, pioneros dignos de elogio como lasnocturnas de ABC News, Viewpoint , lo han hecho deesta manera.de otra manera, quizá no mejor, pero sí más accesible a un mayor número de espectadores".
The New York Times afirmó que se recibieron 2.200 llamadas de espectadores alarmados en Nueva York, Chicago, Los Ángeles, Washington y Cleveland. La estación insignia de NBC, WNBC-TV en Nueva York, recibió 731 llamadas, 44 de ellas críticas y 43 preguntando si el programa era real. La directora de la estación WCIV, Celia Shaw, dijo: "En retrospectiva, tal vez hubiera sido mejor una ciudad teórica, en lugar de Charleston, con su gran número de instalaciones militares".

## Reconocimientos
Boletín especial fue nominado a seis premios Emmy y ganó cuatro, incluido Mejor Drama Especial. También ganó los premios del Sindicato de Directores de Estados Unidos y Sindicato de Guionistas de Estados Unidos por Zwick y Herskovitz, así como el Premio Humanitas, este último premio que molestó al expresidente de NBC, Reuven Frank. En su libro sobre noticias televisivas, Out of Thin Air, Frank llamó a Special Bulletin "basura" y afirmó que quería devolver su propio Premio Humanitas en protesta, "pero no pude encontrarlo".

## Formato físico
Lorimar Home Video publicó un Special Bulletin sobre VHS y Betamax, y Warner Home Video lo reeditaría posteriormente; Estos lanzamientos omiten la superposición de "dramatización" en pantalla. A partir de enero de 2010, Warner Bros. puso la película a disposición en DVD durante un año como parte de su Warner Archive Collection. Desde entonces, los derechos de Warner han revertido a la productora y el DVD está actualmente agotado.